# Wasserturm (Zossen)
Der Wasserturm am Bahnhof Zossen ist einer von drei ehemaligen Wassertürmen in der Stadt Zossen im Landkreis Teltow-Fläming. Sie stehen alle unter Denkmalschutz. Hier wird der am Bahnhof Zossen stehende Turm beschrieben, der zur Brauchwasserversorgung der Dampflokomotiven genutzt wurde. Die zugehörigen drei Wasserkräne, die zur direkten Einleitung des Wassers in die Kessel der Lokomotiven dienten, sind erhalten und ebenfalls denkmalgeschützt.

## Geschichte
Der auf dem Bahngelände postierte Wasserturm wurde 1892 eingeweiht, er entstand im Auftrag der Berlin-Dresdener Eisenbahn-Gesellschaft. Der Entwurf der Wasseranlage im Turm stammt von David Grove. Mit der Außerdienststellung der Dampflokomotiven verlor das Bauwerk seine Funktion, es wurde um 1970 stillgelegt.

## Beschreibung, Technik
Das Turmbauwerk verfügt über einen achteckigen Grundriss, wurde aus gebrannten Ziegelsteinen errichtet und blieb unverputzt.
Der in etwa 10 Meter Höhe gelagerte Wassertank besteht aus genietetem, weiß gestrichenem Stahlblech und ist mit Brettern verkleidet. Rundum gibt es für die mit der Wartung der Technik beauftragten Personen vier kleine quadratische Fenster.
Im Erdgeschoss befindet sich in einer flachen Nische der Zugang zum Turm, mit einem kleinen Vordach geschützt. Innen führte eine Treppe in die nächsten beiden Etagen. Die erste Etage war äußerlich durch flache arkadenartige Nischen strukturiert, in denen am oberen Bogen je ein kleines schmales Fenster eingearbeitet war, in einem der Bögen gab es auch einen Austritt. Ein wenig geneigtes flaches achteckiges Zeltdach schließt den Turm nach oben ab, es ist mit roten Dachpappenstücken in Ziegelform gedeckt.
Eine genaue Information, welche Funktion der Wasserturm seit seiner Stilllegung hat, ist nicht zu ermitteln. Zu einem Foto des Turmes im Internet heißt es „als Wasseraufbereitungsanlage“, ob dies nur die ursprüngliche oder eine neue Aufgabe meint, ist unklar.
Im 21. Jahrhundert dient das Bauwerk unter anderem als Station beim Geocaching.